# Edgewater-Paisano
Edgewater-Paisano és una concentració de població designada pel cens dels Estats Units a l'estat de Texas. Segons el cens del 2000 tenia 182 habitants.

## Demografia
Segons el cens del 2000, Edgewater-Paisano tenia 182 habitants, 60 habitatges, i 46 famílies. La densitat de població era de 251 habitants per km².
Dels 60 habitatges en un 38,3% hi vivien nens de menys de 18 anys, en un 58,3% hi vivien parelles casades, en un 16,7% dones solteres, i en un 21,7% no eren unitats familiars. En el 20% dels habitatges hi vivien persones soles l'11,7% de les quals corresponia a persones de 65 anys o més que vivien soles. El nombre mitjà de persones vivint en cada habitatge era de 3,03 i el nombre mitjà de persones que vivien en cada família era de 3,51.
Per edats la població es repartia de la següent manera: un 33,5% tenia menys de 18 anys, un 7,7% entre 18 i 24, un 24,2% entre 25 i 44, un 24,7% de 45 a 60 i un 9,9% 65 anys o més.
L'edat mediana era de 31 anys. Per cada 100 dones de 18 o més anys hi havia 108,6 homes.
La renda mediana per habitatge era de 26.111 $ i la renda mediana per família de 26.667 $. Els homes tenien una renda mediana de 16.607 $ mentre que les dones 17.083 $. La renda per capita de la població era de 9.080 $. Aproximadament el 41,3% de les famílies i el 40,4% de la població estaven per davall del llindar de pobresa.

## Poblacions més properes
El següent diagrama mostra les poblacions més properes.